# Синг Синг
Синг Синг (на английски: Sing Sing; официално Sing Sing Correctional Facility) е щатски затвор в Осинг, приблизително на 50 километра от Ню Йорк, Ню Йорк, Съединените щати.
Институцията е класифицирана като затвор с максимална сигурност в затворническата система на Съединените щати. На езика на Ню Йорк затворът е известен също като Up The River, защото се намира нагоре по течението на река Хъдсън от града. Построена е от затворници през XIX век (отворена през 1826 г., завършена през 1828 г.).
Има различни обяснения за произхода на името: от една страна, се казва, че името Sing Sing произлиза от индианския термин Sint Sinks, което се предполага, че означава „камък върху камък“, от друга страна, има конфедерация от индиански племена, наречена Wappinger на изток от река Хъдсън, която от своя страна е разделена на няколко групи от сахеми (първостепенни вождове) и една от тези групи, която живее в това, което сега е окръг Уестчестър в Ню Йорк, се нарича Sintsink, от чието име произлиза името на затвора.
Между 1891 и 1963 г. 614 души са екзекутирани на електрически стол в Синг Синг, включително Марта М. Плейс, която става първата жена, екзекутирана на електрически стол през 1899 г. Последната екзекуция в Синг Синг е извършена през 1963 г. на Еди Мейс, който е осъден на смърт за убийство; през 1965 г. смъртното наказание е отменено в щата Ню Йорк. Известни затворници, екзекутирани на 19 юни 1953 г. в затвора, са Етел и Юлиус Розенберг, обвинени в шпионаж в полза на СССР и предаване на ядрените тайни по проекта „Манхатън“.
Наред със затвора Алкатрас в залива на Сан Франциско, който е затворен през 1963 г., Синг Синг е една от най-известните наказателни институции в САЩ.